# Combattimento di Rinaldo e Gradasso
Combattimento di Rinaldo e Gradasso o Combattimento di Gradasso e Rinaldo è un dipinto eseguito con la tecnica dell'olio su tela da Massimo d'Azeglio nel 1839. L'opera, che fa parte di una collezione privata, misura 102 × 130 cm.

## Descrizione
Viene rappresentato il duello tra il paladino cristiano Rinaldo e il re saraceno Gradasso, narrato nel Canto XXXI dell'Orlando Furioso di Ludovico Ariosto. L'artista non colloca lo scontro in primo piano: le due figure si stagliano piccolissime su uno sperone di roccia, in un paesaggio brullo e desolato, con Gradasso facilmente riconoscibile per via del turbante proprio dei capi saraceni.